# Saga of Cuckoo
Saga of Cuckoo (Saga Cucului) este o serie de romane științifico-fantastice ale scriitorilor americani Frederik Pohl și Jack Williamson. Este formată din două romane, Farthest Star (Cea mai îndepărtată stea) și Wall Around a Star (Zidul din jurul stelei).
Cărțile prezintă un dispozitiv de teleportare interstelar care lasă în urmă ființa originală și trimite doar un duplicat. Când o persoană este duplicată, originalul poate să iasă din mașină pentru a-și continua viața; copiile pot fi, de asemenea, „editate” la destinație.

## Farthest Star
Farthest Star a fost publicat de Ballantine Books în 1975, ca o refacere a novelei din 1973 „Doomship” și a romanului foileton din 1974, The Org’s Egg.
În roman, inginerul Ben Charles Pertin este ales pentru a fi reprezentantul umanității într-o misiune cu mai multe rase pentru a ajunge la „Obiectul Lambda”, un obiect misterios care călătorește prin galaxie cu o șesime din viteza luminii. Deoarece obiectul încă se apropie, Ben și ceilalți sunt transportați către sonda Aurora cu un transportor de duplicare a materiei. În timp ce originalul își continuă viața sa, duplicatul (Ben James) și însoțitorul său, Doc Chimp, lucrează cu restul ființelor pentru a construi o dronă mai rapidă pentru a pune un transportor pe orbita obiectului, contratimp, deoarece radiațiile de ionizare de la motorul cu fuziune al navei îi omoară încet. Drona este lansată până la urmă cu succes, ucigându-i pe toți cei aflați la bord.
Drona funcționează conform planului și este construit un habitat în orbită numit Cuckoo Station. A sosit un nou duplicat, Ben Linc.

## Wall Around a Star
Wall Around a Star a fost publicat de Del Rey Books la 12 ianuarie 1983. Coperta ediției din 1983 a fost realizată de David Mattingly.
În acest roman, lingvistul Jen Babylon este chemat să traducă înregistrări extraterestre care ar putea explica natura „Cucului”, o sferă construită în jurul unei stele și, astfel, să salveze galaxia.